# Саймън Кърник
Саймън Кърник (на английски: Simon Kernick) е английски писател на бестселъри в жанра трилър.

## Биография и творчество
Саймън Кърник е роден на 25 януари 1966 г. в Слау, Бъркшър, Англия. Баща му е продавач, а майка му секретарка. Има по.малък брат. Учи в гимназия „Джилот“ в Хенли на Темза, Оксфордшър. Работи за кратко в транспортна фирма, а после в продължение на няколко години живее в Канада, и пътува до САЩ и Австралия. Връща се в Англия, и през 1991 г. завършва с бакалавърска степен по хуманитарни науки Политехниката в Брайтън (сега Университетът на Брайтън).
Обича да чете криминална литература от ранна възраст и пише много разкази по време на следването си. След дипломирането си заема временни работни места, докато в началото на 1992 г. постъпва на работа като продавач на софтуер в „MMT Computing“ в Лондон, където негов роднина е председател и изпълнителен директор. Докато работи продължава да пише романи. След 4 години напуска компанията с надеждата да осигури публикация на ръкописите си. Въпреки заявения интерес от някои издатели до издаване не се стига, и през 1998 г. той постъпва временно на работа в „IT and Business Consultancy Metaskil“ в Алдермастън, Бъркшър.
Първият му трилър „The Business of Dying“ (Бизнесът на умирането) от поредицата „Денис Милн“ е публикуван през септември 2001 г. Книгата е много добре приета от критиката и читателите, и е номинирана за наградата „Бари“. След това той напуска работата си и се посвещава на писателската си кариера.
Следват романите му „The Murder Exchange“ (Борса за убийства) и „Подходящ ден за умиране“, които също са аплодирани от критиката.
Големият му пробив в литературата идва най-вече с поредицата „Тина Бойд“ и особено с втората част – трилъра „Без пощада“.
Саймън Кърник живее със семейството си в Оксфордшър.

## Произведения

### Самостоятелни романи
- The Murder Exchange (2003)
- Severed (2007)
- Siege (2012)
- Stay Alive (2014)
Тя отказва да умре, изд.: „СофтПрес“, София (2014), прев. Милена Радева

### Серия „Денис Милн“ (Dennis Milne)
1. The Business of Dying (2002)
2. A Good Day to Die (2005)
Подходящ ден за умиране, изд.: ИК „Бард“, София (2008), прев. Диана Николова
3. The Payback (2011)

### Серия „Тина Бойд“ (Tina Boyd)
1. The Crime Trade (2004)
2. Relentless (2006)
Без пощада, изд.: ИК „Бард“, София (2008), прев. Диана Николова
3. Deadline (2008)
4. Target (2009)
5. The Last 10 Seconds (2010)
6. Ultimatum (2013)
7. The Final Minute (2015)

### Серия „Подаръкът на мъртвеца“ (Dead Man's Gift)
1. Yesterday (2014)
2. Last Night (2014)
3. Today (2014)

### Серия „Един по един“ (One By One)
1. Before (2015)
2. During (2015)
3. After (2015)

### Серия „Ди Рей Мейсън“ (DI Ray Mason)
1. The Witness (2016)

### Серия „Поле от кости“ (Bone Field)
1. The Bone Field (2017)
2. The Hanged Man (2017)

### Новели
- The Debt (2012)
- Wrong Time Wrong Place (2013)